# 村松才次郎

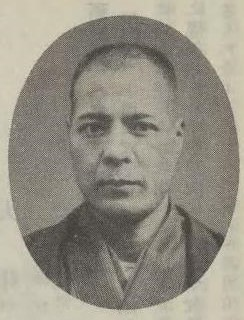
村松才次郎

村松 才次郎（1893年（明治26年）- ?）は、日本の実業家、発明家。丸八ポンプ製作所の創業者である。
1893年に静岡県志太郡稲葉村に生まれ、16歳頃に名古屋市の機械製造工場で旋盤工となる。以降、日本車輛製造で経験を積み、同社から退職記念で与えられた旋盤機械をもとに32歳で独立し、1923年に名古屋市で丸八ポンプ製作所を創業する。
創業当初から井戸用ポンプを製造しており、1935年時点で名古屋市井戸ポンプ製造組合長も務めていた。
昇進ポンプ、ウイングポンプ、自動注油式深井戸ポンプなど特許・実用新案は35種に及び、日本国外にも製品を輸出していた。

## 実用新案
- 新案第179024号 井戸ポンプ
- 新案第179025号 渦巻喞筒始動用切換弇
- 新案第179026号 同右背圧防止螺旋板
- 新案第179027号 渦巻喞筒始動装置